# Seewis im Prättigau
Seewis im Prättigau (tot 1962 officieel in het Duits Seewis im Prätigau; Reto-Romaans: Sievgia; Italiaans (verouderd): Sevisio) is een gemeente en plaats in het Zwitserse kanton Graubünden, en maakt deel uit van het district Prättigau/Davos.
Seewis im Prättigau telt 1406 inwoners.